# St. Georg (Hienheim)

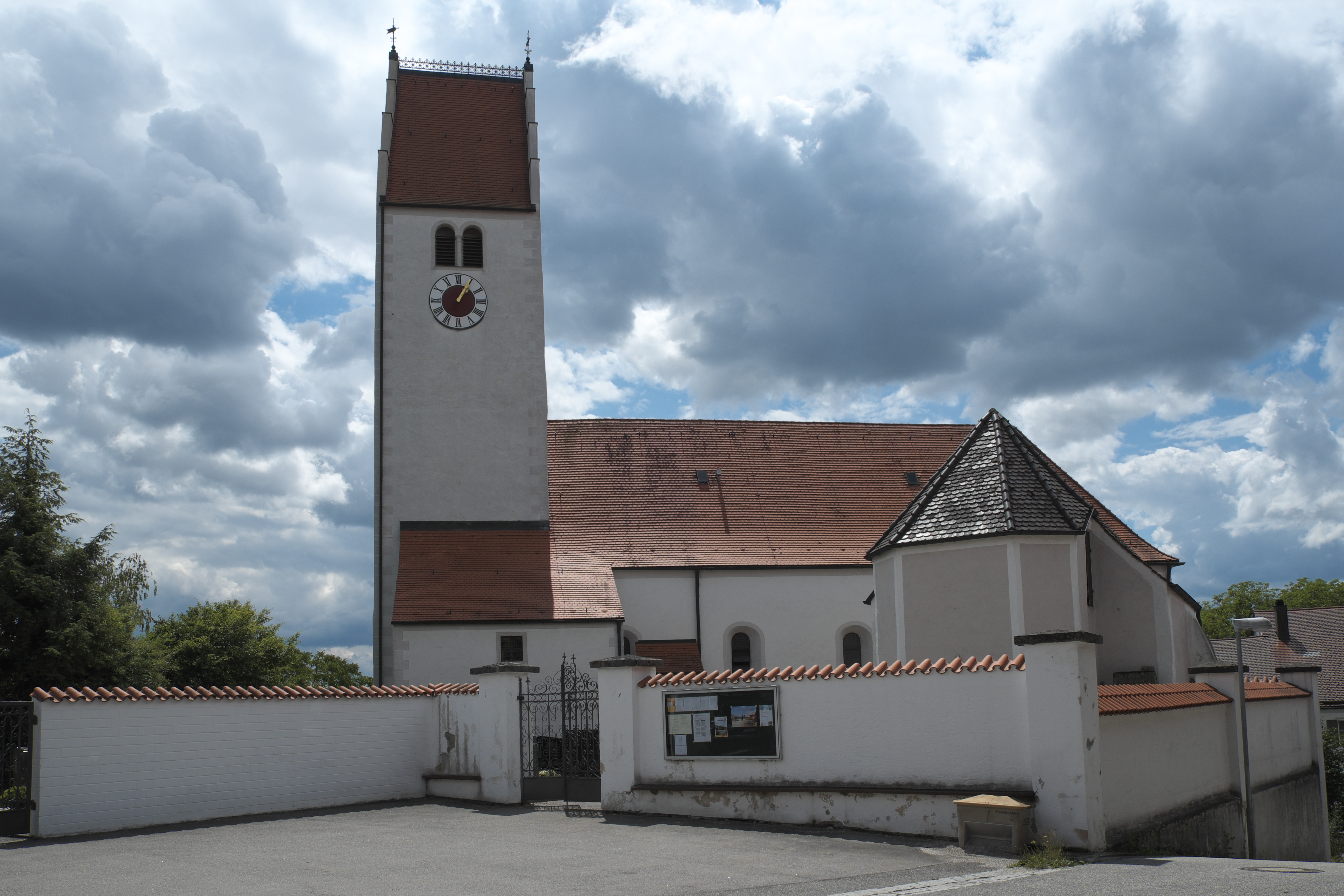
Pfarrkirche St. Georg, rechts Sebastianskapelle

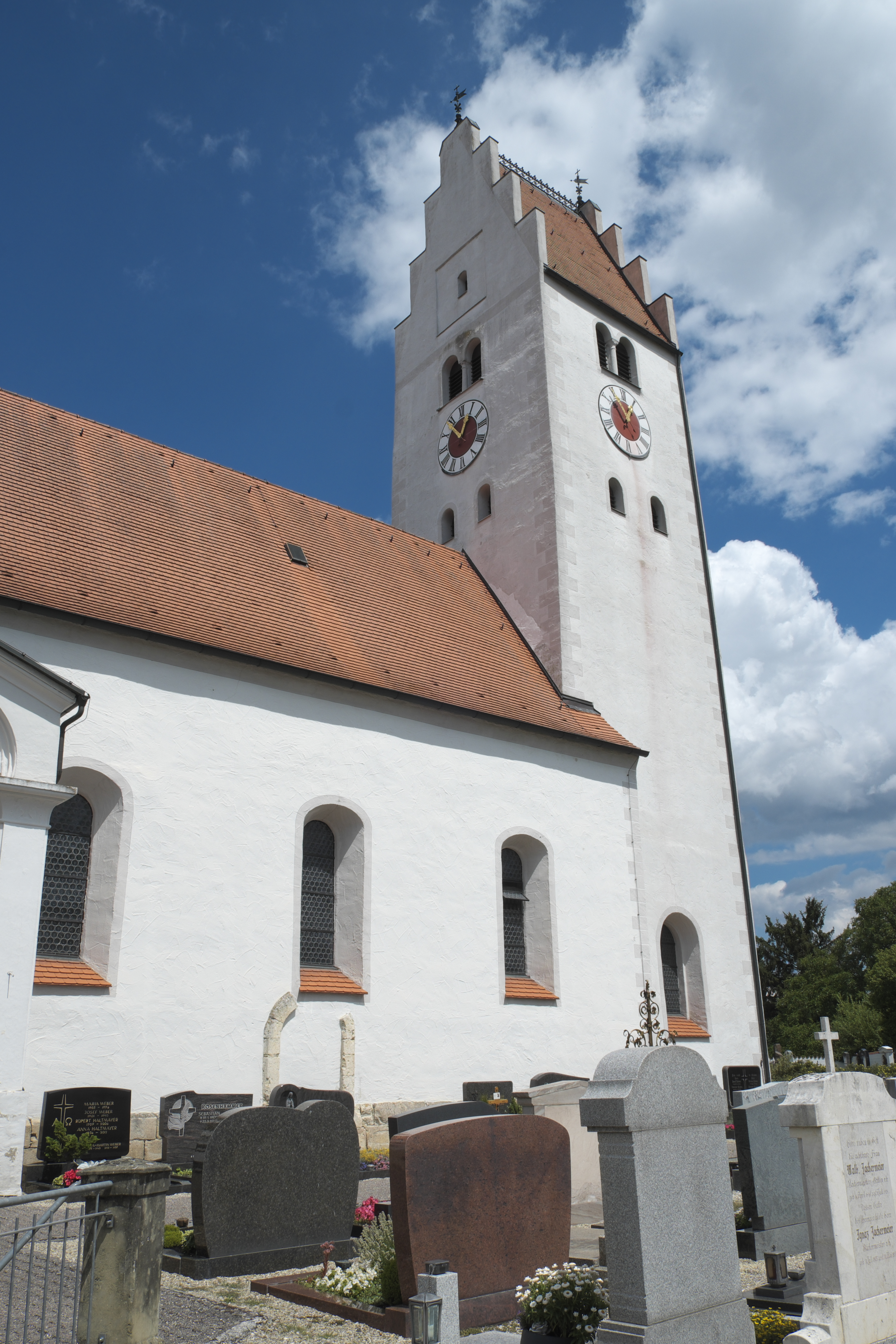
Südseite des Langhauses mit den Resten des romanischen Portals (unter dem mittleren Fenster)

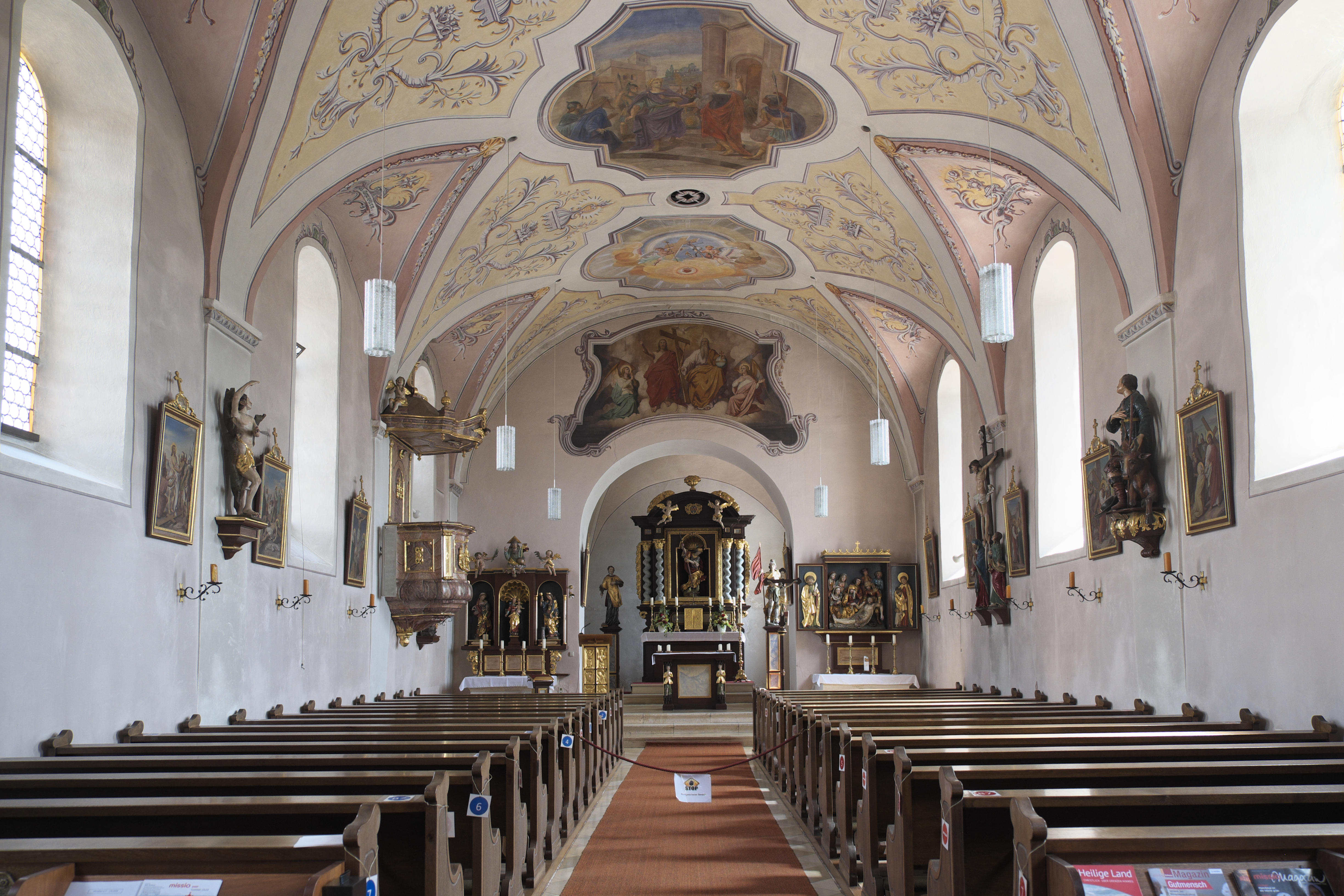
Innenansicht

Die katholische Pfarrkirche St. Georg in Hienheim, einem Ortsteil von Neustadt an der Donau im niederbayerischen Landkreis Kelheim, ist im Kern eine romanische Chorturmanlage aus dem 12. Jahrhundert. Die dem heiligen Georg geweihte Kirche liegt erhöht, inmitten eines ummauerten Friedhofs. Die Pfarrei gehört zum Dekanat Abensberg und zur Diözese Regensburg. Die Kirche, in der wertvolle Ausstattungsstücke erhalten sind, steht auf der Liste der geschützten Baudenkmäler in Bayern.

## Geschichte
Die im Jahr 1508 erstmals erwähnte Hienheimer Kirche diente vielleicht als Kapelle einer Burg der Wittelsbacher, die dort bereits vor der Mitte des 12. Jahrhunderts einen Sitz hatten. Mit dieser Burg könnte auch der befestigte Friedhof in Zusammenhang stehen, der ursprünglich von einer hohen Mauer mit Schießscharten und mehreren Türmen umgeben war.
Wie bei den Restaurierungsarbeiten im Jahr 1985 festgestellt wurde, stammen das Erdgeschoss des Turmes und das Langhaus bis zu seiner heutigen Mitte und einer Höhe von acht Metern aus dem 12. Jahrhundert. Hier bestand das Mauerwerk aus unverputzten Kalksteinquadern. An der Südseite des Langhauses sind noch Reste des romanischen Rundbogenportals zu erkennen. 
Im 14./15. Jahrhundert wurden im Chor ein Kreuzgratgewölbe und die Spitzbogentür zur Sakristei eingebaut. Um 1600 erfolgte ein Umbau der Kirche im Stil der Renaissance, bei dem die kleinen romanischen Fensteröffnungen mit Bruchsteinen verfüllt und große, wesentlich tiefer ansetzende Rundbogenfenster durchgebrochen wurden. Im Langhaus wurde ein Tonnengewölbe mit Stichkappen über den neuen Fenstern eingezogen. Die Außenmauern von Turm und Kirche wurden mit einer aufgemalten, grau-weißen Eckquaderung versehen und der Turm um ein Geschoss erhöht. 
Im Jahr 1833 wurde das ursprünglich zweijochige Langhaus um drei Joche nach Westen verlängert. Der Turm wurde bis zu seiner heutigen Höhe aufgestockt und mit einem Treppengiebel und einem Satteldach versehen.

## Architektur
Im Osten des Langhauses steht der quadratische Turm, dessen Glockengeschoss von gekuppelten Klangarkaden mit schlanken toskanischen Mittelsäulen durchbrochen ist. Der Innenraum besteht aus einem einschiffigen Langhaus und einem eingezogenen, gerade geschlossenen Chor, zu dem ein runder Chorbogen führt.

## Deckenmalerei
Die Deckenbilder im Langhaus mit Szenen aus dem Leben des heiligen Georg, des Kirchenpatrons, wurden 1901 von Franz Deigendesch ausgeführt. Die Darstellung der Dreifaltigkeit am Chorbogen stammt vielleicht noch aus dem Jahr 1833. Die ornamentalen Gewölbemalereien und das Deckenbild mit der Darstellung von Putten mit den Symbolen der theologischen Tugenden Glaube (Kreuz), Hoffnung (Anker) und Liebe (Herz) wurden 1928 geschaffen.

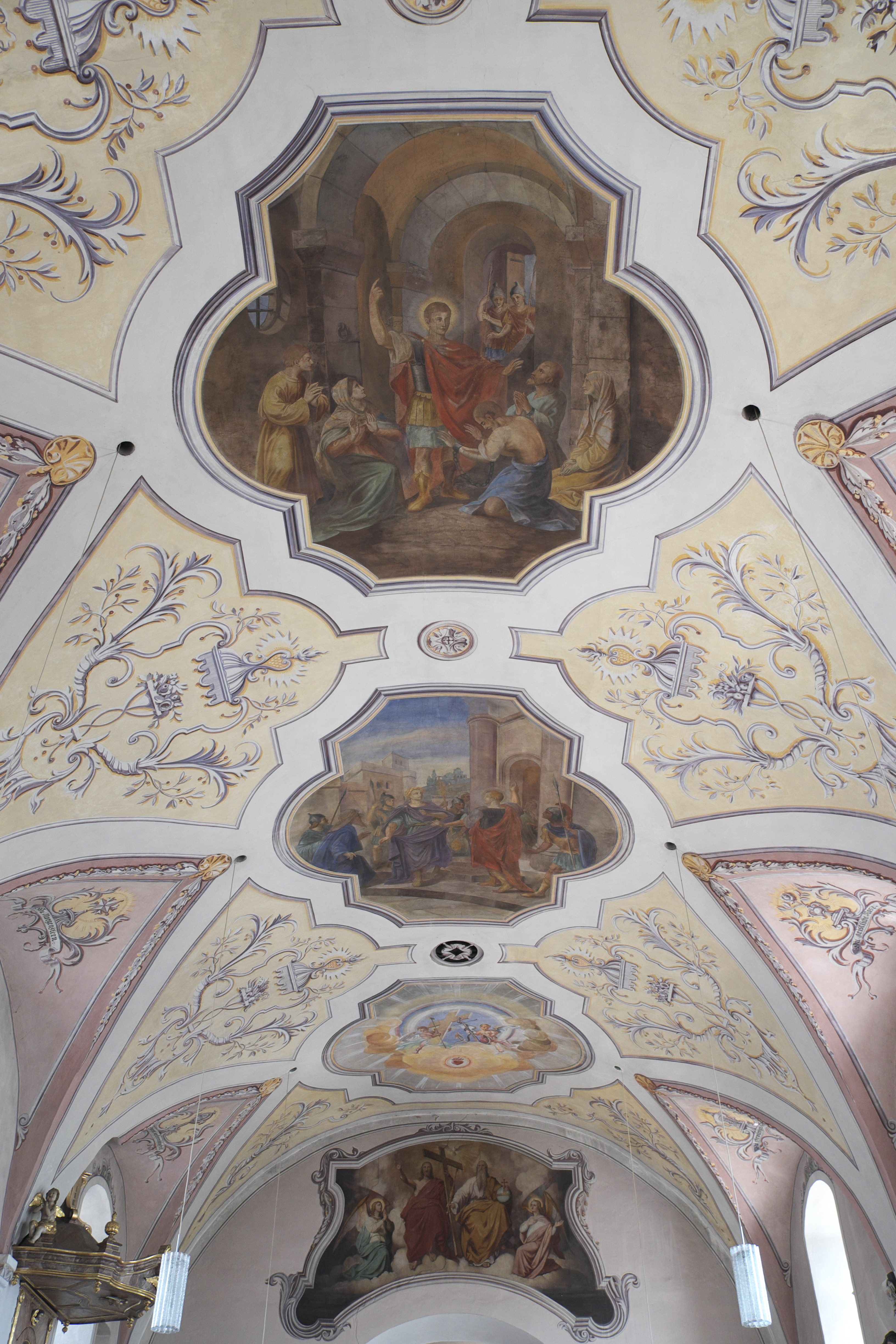
Deckenmalerei im Langhaus
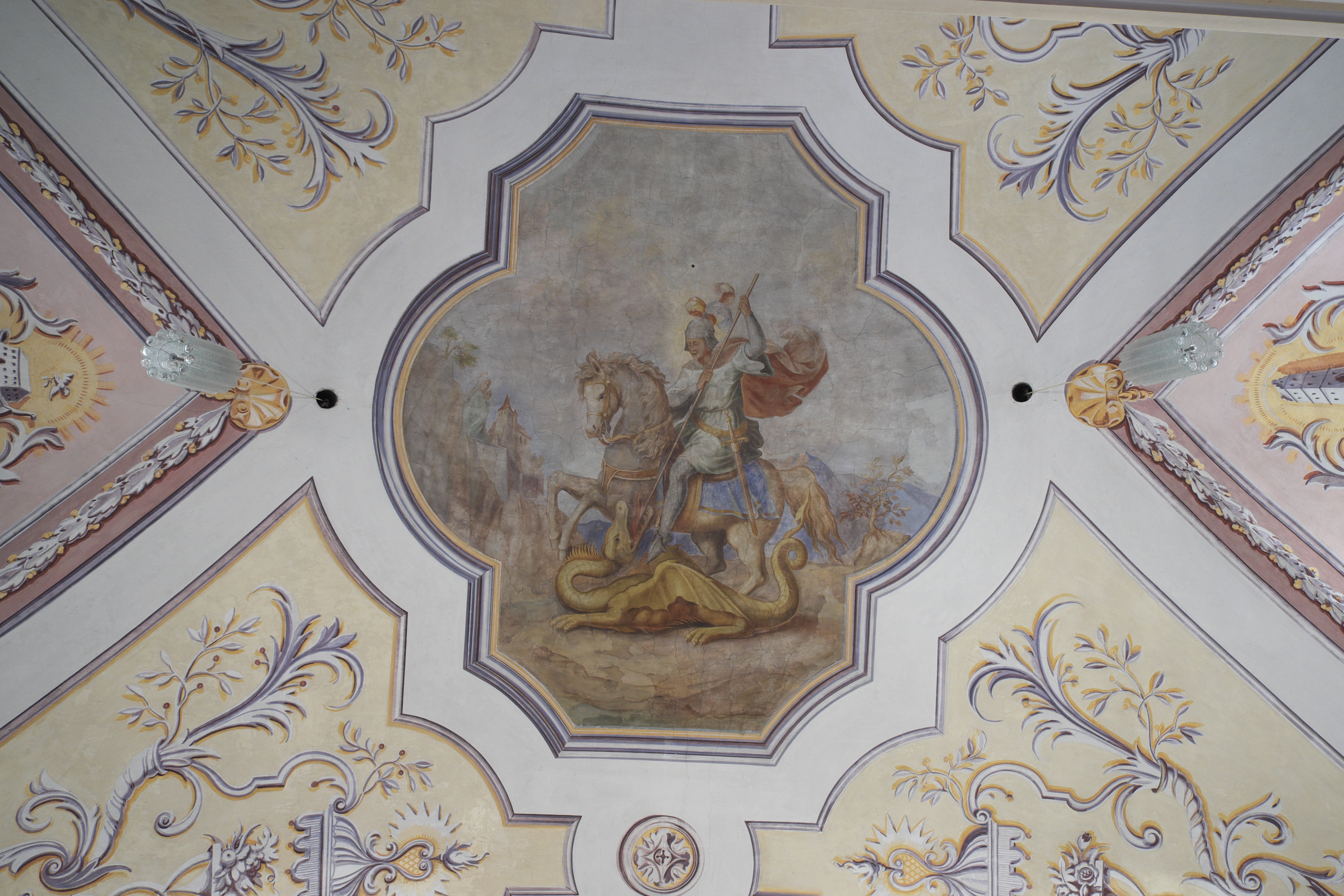
Heiliger Georg besiegt den Drachen
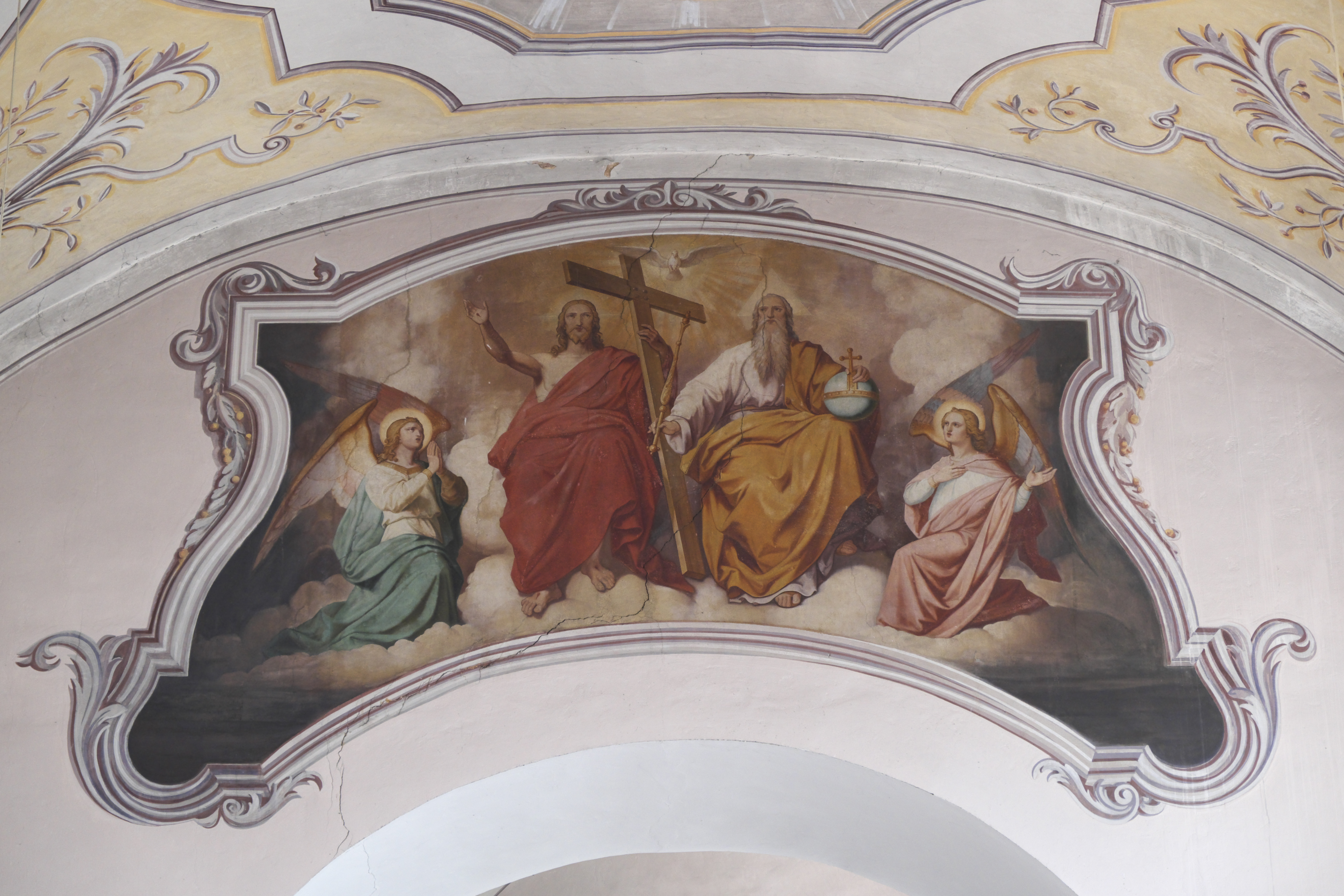
Heilige Dreifaltigkeit am Chorbogen

## Ausstattung

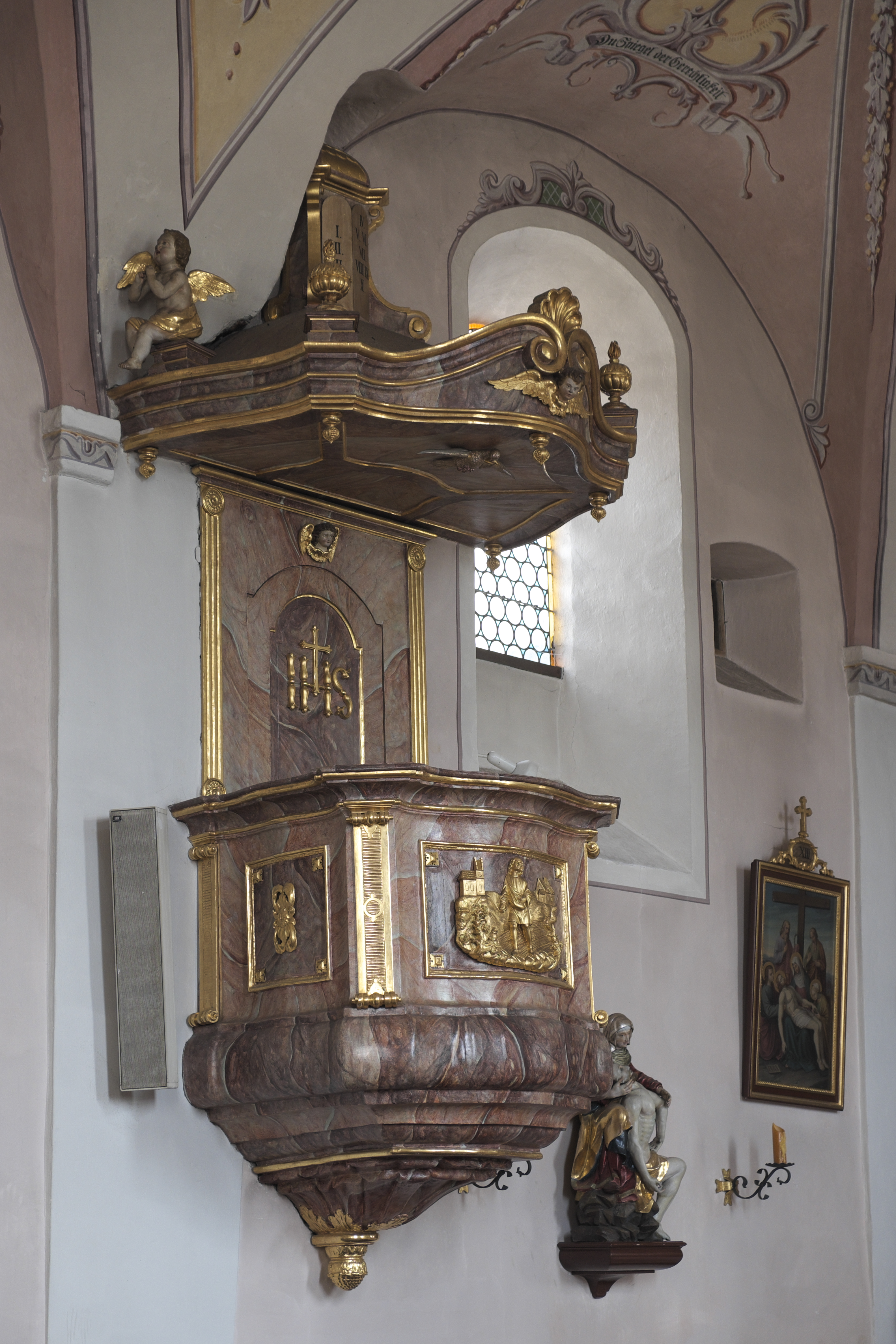
Kanzel, dahinter Pietà

- Der heutige Hochaltar aus der Zeit um 1700 wurde im Jahr 1980 aus der Sebastianskapelle, die seit den 1960er Jahren als Leichenhaus genutzt wird, in die Pfarrkirche übertragen. Die holzgeschnitzte Figur des heiligen Sebastian, die ursprünglich in der Mittelnische des Altars stand, wurde im Langhaus der Kirche aufgestellt und im Altar durch eine neue, barock nachempfundene Figur des heiligen Georg ersetzt.
- Aus barocker Zeit stammen die Figuren des heiligen Stephanus und des heiligen Florian, die neben dem Hochaltar stehen.
- Der rechte Seitenaltar, der Heilig-Kreuz-Altar, ist eine Neuschöpfung und als gotischer Flügelaltar gestaltet. Er enthält ein bemaltes, spätgotisches Schnitzrelief der Beweinung Christi aus der Zeit um 1520. Die beiden Flügel mit den Reliefdarstellungen des Apostels Bartholomäus und der heiligen Dorothea stammen vom ehemaligen spätgotischen Hochaltar aus dem späten 15. Jahrhundert und sind als einzige von den ursprünglich vier Reliefbildern erhalten. Auf den beiden anderen Tafeln waren der Apostel Johannes und Papst Urban I. dargestellt, die wie der Apostel Bartholomäus und die heilige Dorothea als Schutzpatrone des Weinbaus verehrt werden.
- Der linke Seitenaltar, der Katharinenaltar, ist eine dem Stil des Barock nachempfundene Neuschöpfung. Die Mondsichelmadonna mit dem Jesuskind auf dem Arm stammt aus der Zeit des Barock, die Figuren der heiligen Katharina und der heiligen Barbara sind neu.
- Die Kanzel ist eine frühklassizistische Arbeit aus der Zeit um 1770/80.
- An der südlichen Langhauswand, gegenüber der Kanzel, hängt ein spätmittelalterliches Kruzifix aus der Zeit um 1490, die Figuren Mariens und des Apostels Johannes zu seinen Füßen stammen aus der Zeit des Rokoko.
- Weitere aus der Zeit des Rokoko erhaltene Figuren sind eine Pietà, der Erzengel Michael mit Flammenschwert und Seelenwaage (um 1730/40) und der heilige Wendelin (um 1750/60), vielleicht ein Frühwerk von Ignaz Günther.
- Das Steinrelief mit der Darstellung des Schmerzensmannes und zwei knienden Frauen und einem jungen Mann wird in das Ende des 15. Jahrhunderts datiert.

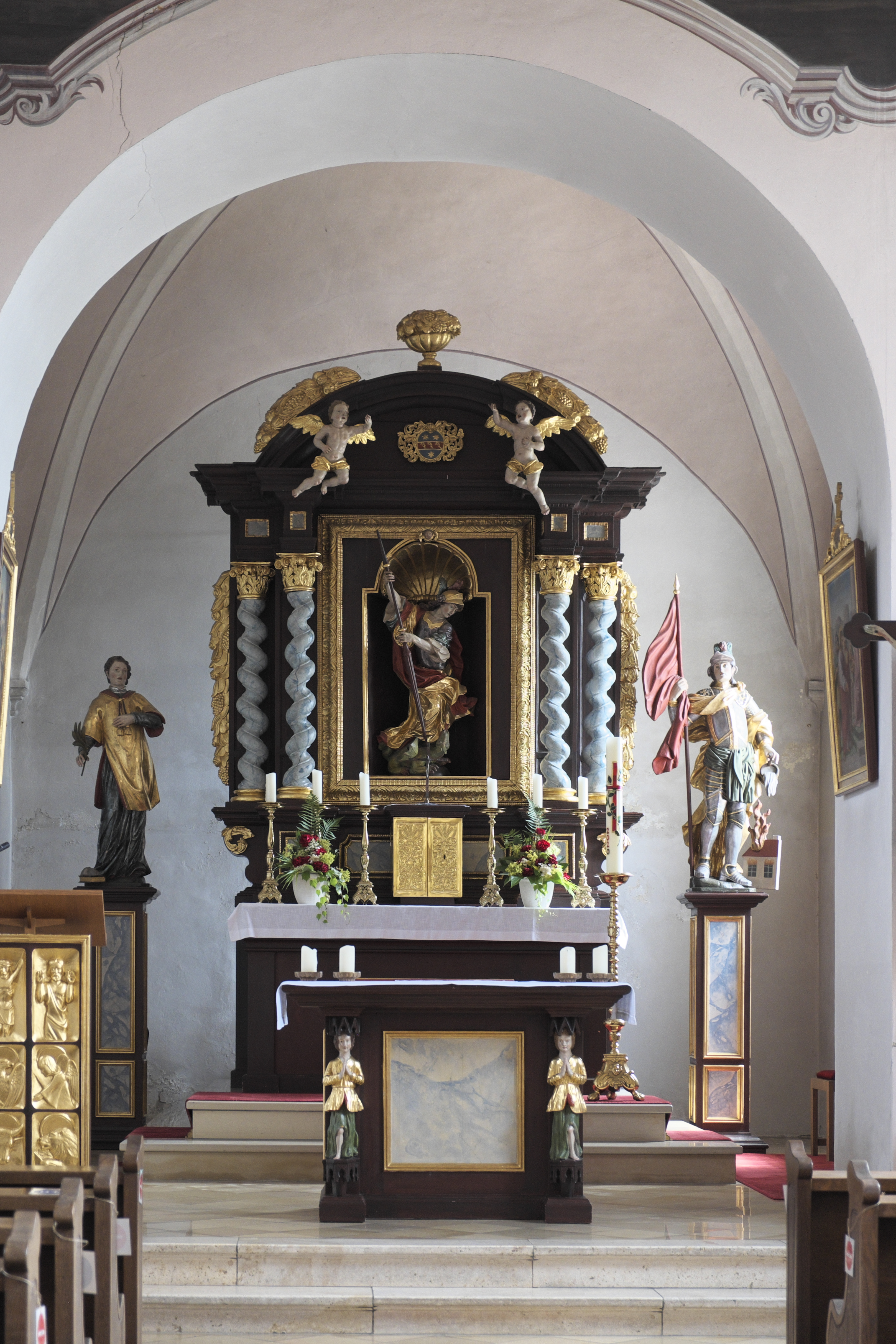
Hochaltar
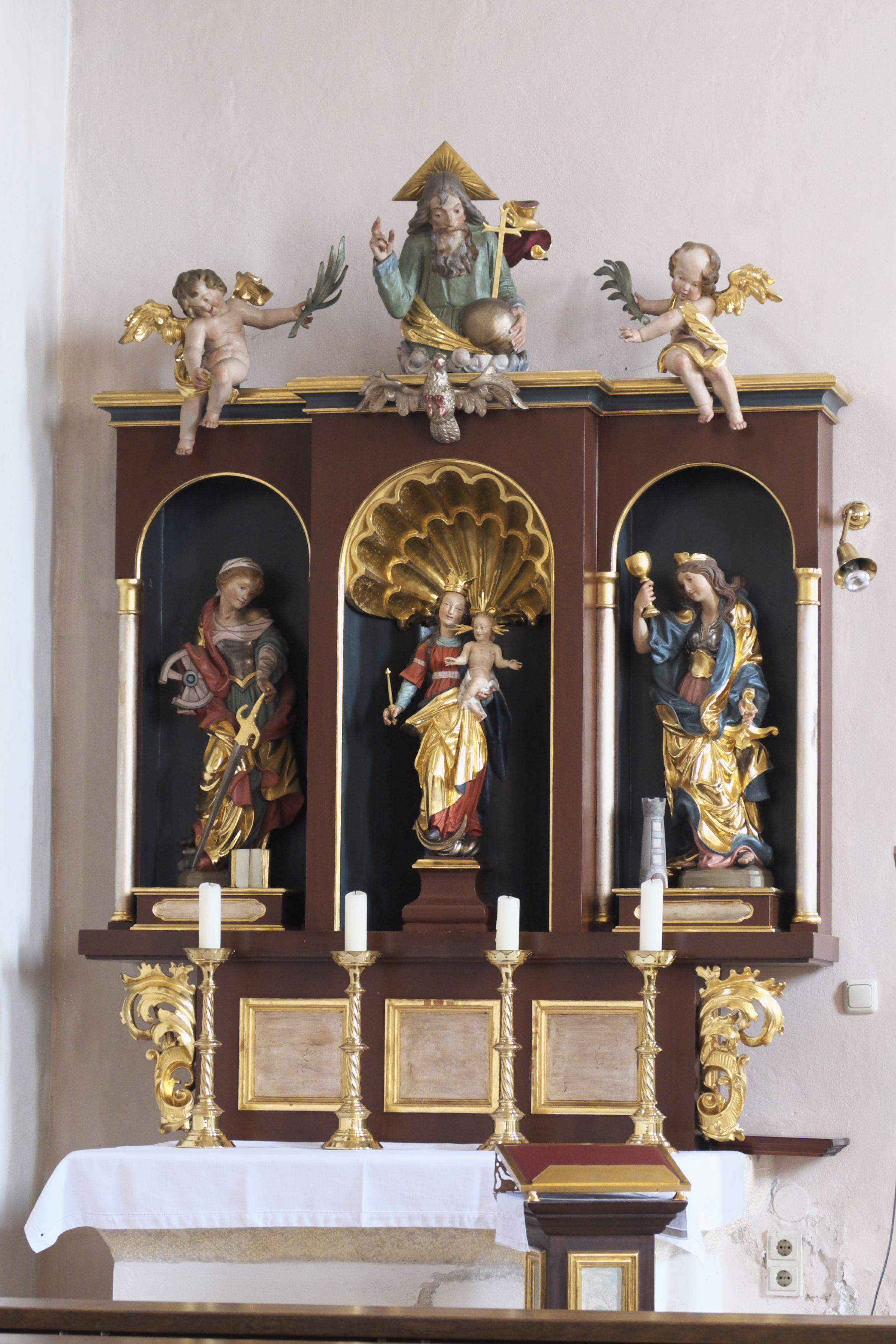
Linker Seitenaltar mit barocker Madonna
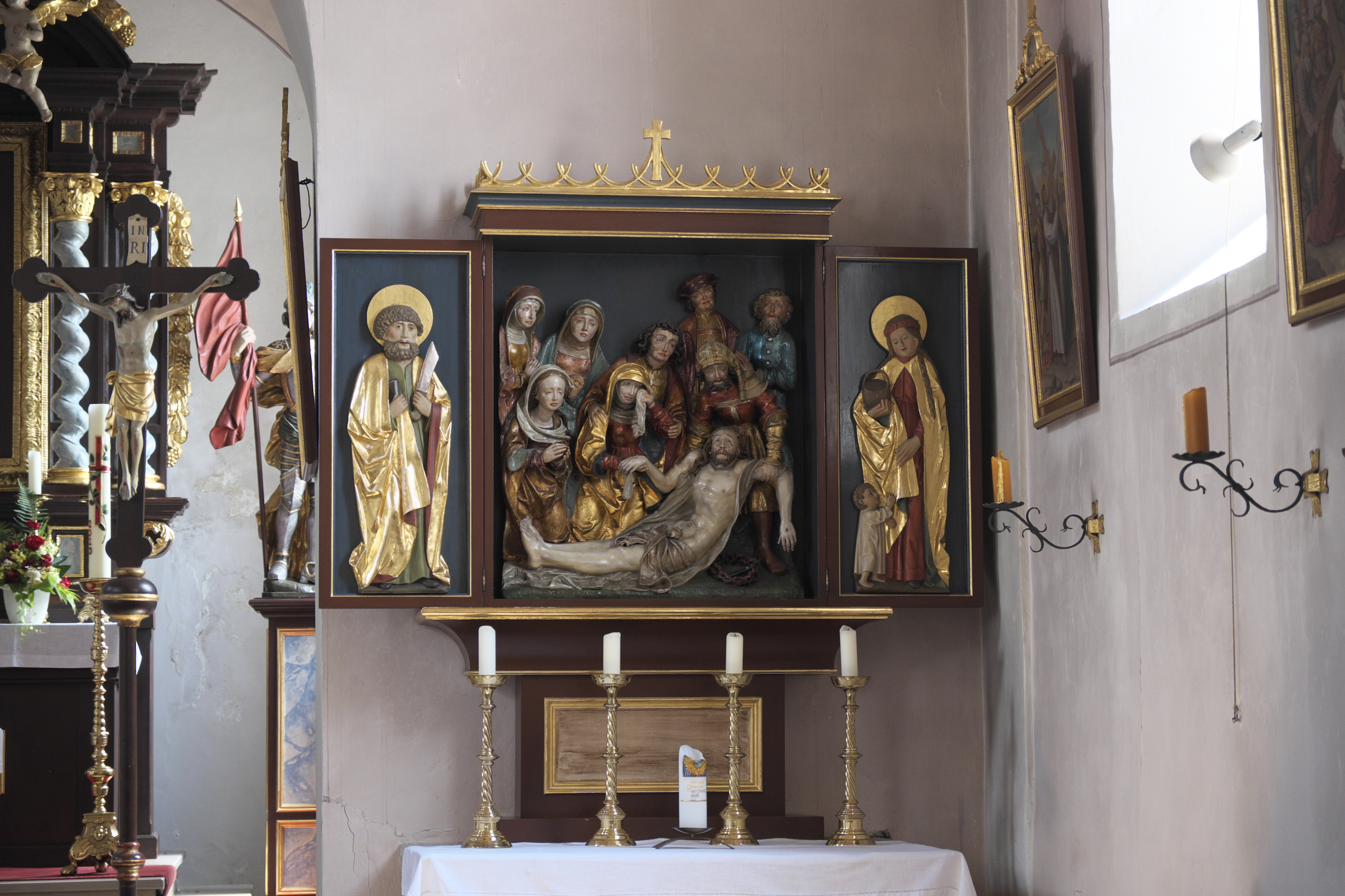
Rechter Seitenaltar mit dem Relief der Beweinung Christi
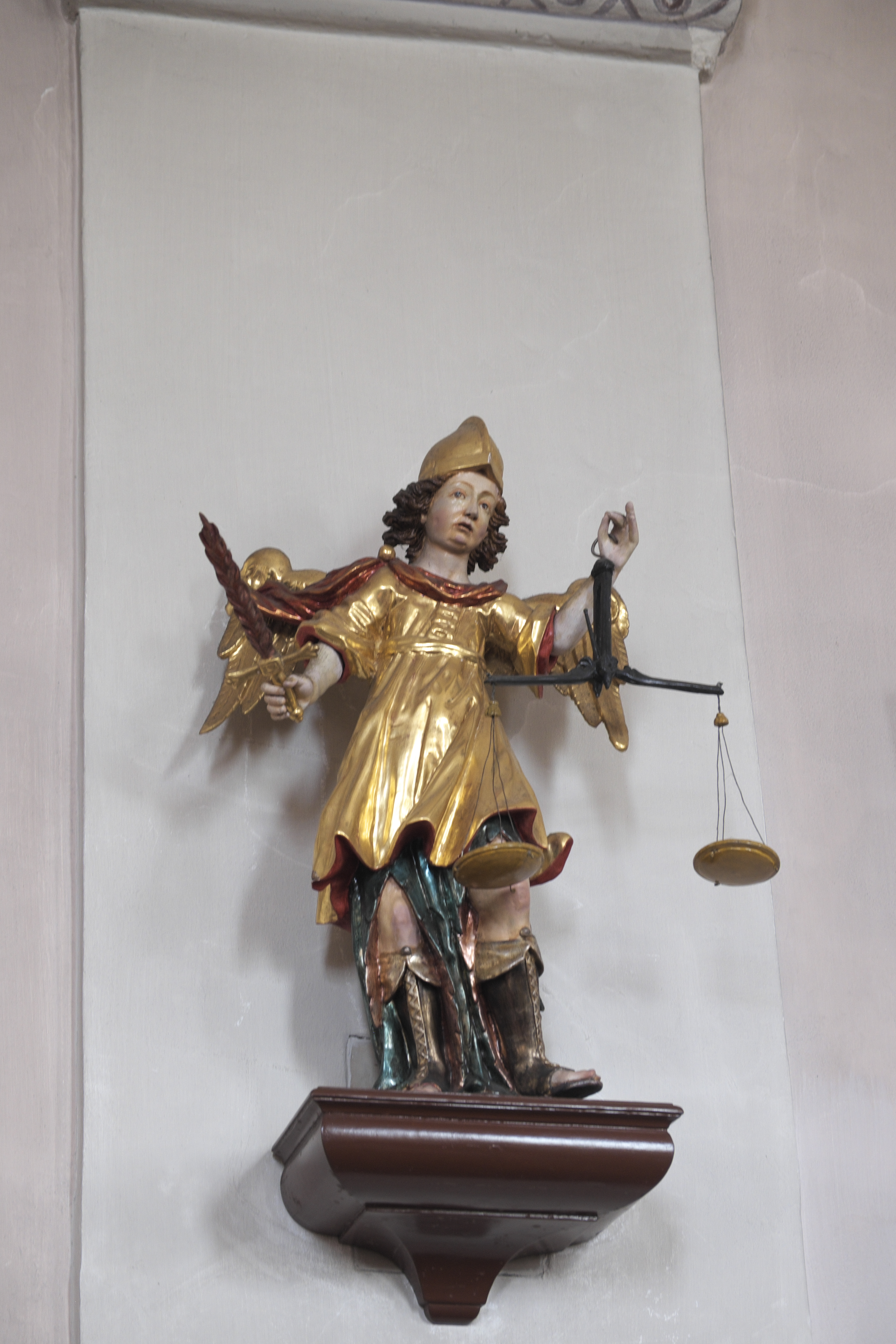
Erzengel Michael